# Mixaderus cariei
Mixaderus cariei es una especie de coleóptero de la familia Aderidae.

## Distribución geográfica
Habita en Mauricio.